# Léopold Eyharts
Léopold Paul Pierre Eyharts (Biarritz, 28 aprile 1957) è un astronauta francese.

## Biografia
Eyharts è nato nel Paese Basco settentrionale, è sposato ed ha un figlio. Nel 1979 si è diplomato come ingegnere aeronautico all'Accademia delle Forze Aeree francesi di Salon-de-Provence diventando poi un pilota militare. Nel 1988 è stato promosso come pilota collaudatore. Complessivamente ha collezionato oltre 3.500 ore di volo su 40 diversi tipi di aerei.
Nel 1992 Eyharts ha partecipato alla seconda selezione di astronauti dell'Agenzia Spaziale Europea, alla fine dello stesso anno ha seguito l'addestramento per il Programma Buran a Mosca. Nel 1995 è stato assegnato all'addestramento completo per lo spazio. Nel febbraio 1998 è partito verso la stazione spaziale russa Mir con la missione Sojuz TM-27. Nella Mir ha compiuto esperimenti di medicina, neuroscienze, biologia, fisica dei fluidi e tecnologia; è rientrato con la Sojuz TM-26 dopo aver trascorso 20 giorni, 18 ore e 20 minuti in orbita.
Nell'agosto del 1998 ha iniziato l'addestramento NASA al Johnson Space Center di Houston. Ha fatto parte dell'equipaggio Expedition 16 a bordo della Stazione spaziale internazionale che ha raggiunto il 7 febbraio 2008 con la missione STS-122. È tornato a Terra con la missione STS-123 il 27 marzo 2008.